# Geometrie afină

În geometria afină, se poate folosi axioma lui Playfair pentru a găsi linia ce trece prin C1 și paralelă cu B1B2, și pentru a găsi linia ce trece prin B2 și paralelă cu B1C1: intersecția lor C2 este rezultatul translației indicate.

Geometria afină este un tip de geometrie care studiază paralelismul. În această geometrie, a treia și respectiv a patra axiomă a lui Euclid nu sunt luate în considerare. Raportat la geometria euclidiană se renunță la noțiunile de distanță și măsură a unghiurilor.
A fost studiată pentru prima dată de Leonhard Euler. În 1748, Euler a introdus termenul afin (latină affinis, înrudit) în lucrarea sa Introductio in analysin infinitorum.